# ملعب أندريه كامبرفين
ملعب أندريه كامبرفين هو ملعب متعدد الاستخدام يقع في باراماريبو عاصمة سورينام . غالبا ما يتم استخدامه لمباريات كرة القدم . يسع الملعب لجلوس 18 ألف متفرج . يعتبر الملعب الرسمي الذي يخوض فيه منتخب سورينام مبارياته الدولية .